# آنگلیه، کبک
آنگلیه (به فرانسوی: Angliers) روستایی در منطقه شهری تمیسکامنگ ناحیه آبیتیبی-تمیسکامنگ در استان کبک کانادا است. در سرشماری سال ۲۰۱۱ این روستا ۳۰۸ نفر جمعیت داشته‌است و مساحت آن ۳۷۸٫۲ کیلومتر مربع است.